# Roland Hammer

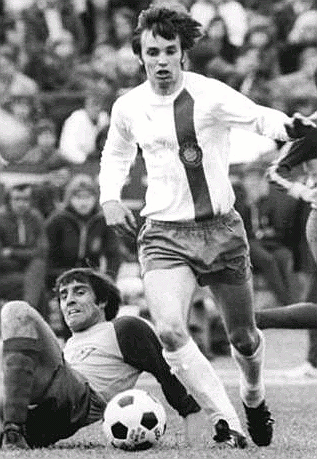
Roland Hammer (rechts) 1976

Roland Hammer (* 24. Dezember 1952 in Geithain) ist ein ehemaliger deutscher Fußballspieler, der in der DDR-Oberliga für den 1. FC Lokomotive Leipzig und die BSG Chemie Böhlen spielte.

## Sportliche Laufbahn
Die BSG Motor in der westsächsischen Kleinstadt Geithain stand am Anfang der Fußball-Laufbahn von Roland Hammer. Dort hatte er als Zehnjähriger begonnen, im Alter von 14 Jahren wechselte er zum 1. FC Lokomotive Leipzig und durchlief dort die üblichen Nachwuchsmannschaften. Mit der Juniorenmannschaft wurde er 1971 DDR-Juniorenmeister, wobei er als Torschützenkönig der Junioren-Oberliga mit 19 Treffern einen entscheidenden Anteil hatte. Seine guten Leistungen öffneten ihm auch das Tor zur DDR-Junioren-Nationalmannschaft, für die er nur im September 1970 zwei Länderspiele bestritt, da er anschließend verletzungsbedingt pausieren musste. In der Fußballsaison 1971/72 gehörte Hammer zum Aufgebot der 2. Mannschaft des 1. FC Lok, mit der er Leipziger Bezirksmeister wurde. Nach dem Ende seiner Schulausbildung erwarb er 1971 den Facharbeiterbrief als Diesellokschlosser.
Inzwischen hatte sich der 1,78 m große Roland Hammer zum soliden Abwehrspieler profiliert, und in der Saison 1972/73 stand er zum ersten Mal im Oberligaaufgebot der Leipziger. Mit seinen vier Oberligapunktspielen gehörte er damit noch nicht zum Mannschaftskern, und er stand auch nicht auf dem Platz, als der 1. FC Lok 1973 das Endspiel um den DDR-Fußballpokal bestritt (2:3 gegen den 1. FC Magdeburg). In der folgenden Spielzeit konnte Hammer aber mit 16 Oberligaeinsätzen sowie fünf Europapokalspielen und einem DDR-Pokalspiel seine Anwartschaft auf einen Stammplatz untermauern. Den Durchbruch schaffte Hammer in der Saison 1974/75, als er in allen Oberligapunktspielen eingesetzt wurde. Auch für Auswahlspiele der DDR war er wieder interessant geworden, in der DDR-Nachwuchs-Nationalmannschaft absolvierte er elf Länderspiele. Das Jahr 1976 bescherte Hammer seinen größten Erfolg. Am 1. Mai 1976 stand der 1. FC Lokomotive Leipzig erneut im DDR-Pokalendspiel, diesmal mit dem Libero Hammer im Aufgebot, der zuvor schon alle sechs Pokalspiele bestritten hatte. Dank seiner sicheren Abwehrarbeit konnten die Leipziger ihr Tor rein halten und erzielten dagegen drei Tore gegen den FC Vorwärts Frankfurt.
Zwischen 1976 und 1977 bestritt Hammer fünf Länderspiele mit der B-Nationalmannschaft. Danach stagnierten Hammers Leistungen, erstmals nach drei Jahren bestritt er in der Spielzeit 1977/78 nicht mehr alle Oberligapunktspiele und wurde auch aus dem Nationalkader gestrichen. Letzteres hatte zur Folge, dass er im Herbst 1978 zum Wehrdienst eingezogen wurde. Er erhielt jedoch die Möglichkeit, bei der Armeesportgemeinschaft Vorwärts Kamenz weiterhin Fußball zu spielen. Mit ihr stieg er 1979 in die zweitklassige DDR-Liga auf.
Nach seiner Entlassung aus dem Armeedienst im Frühjahr 1980 war Hammer 27 Jahre alt und sah bei 1. FC Lokomotive Leipzig keine Zukunft mehr. Er wechselte daher zum Oberligaaufsteiger Chemie Böhlen, für den er drei Jahre spielte, darunter eine Saison in der DDR-Liga, nach dem die Böhlener 1981 abgestiegen waren. Auch 1983 konnte Hammer die Chemiker nicht vor dem erneuten Abstieg bewahren, und dies war für ihn Anlass, sich aus dem Hochleistungssport zurückzuziehen. Nach zwölf Jahren konnte er damit auf 161 Oberligaspiele zurückblicken, von denen er 122 beim 1. FC Lokomotive Leipzig absolviert hatte.

## Weiterer Werdegang
Hammer ließ sich nach seinem Abschied aus Böhlen in der Niederlausitzer Kreisstadt Guben nieder und schloss sich der dortigen BSG Chemie an. Als Spielertrainer schaffte er 1986 mit seiner Mannschaft den Aufstieg in DDR-Liga, der das Team aber nur eine Saison angehörte.

## Statistik
| Leistungsbilanz beim 1. FC Lokomotive Leipzig (in Klammern erzielte Tore) | Leistungsbilanz beim 1. FC Lokomotive Leipzig (in Klammern erzielte Tore) | Leistungsbilanz beim 1. FC Lokomotive Leipzig (in Klammern erzielte Tore) | Leistungsbilanz beim 1. FC Lokomotive Leipzig (in Klammern erzielte Tore) |
| ------------------------------------------------------------------------- | ------------------------------------------------------------------------- | ------------------------------------------------------------------------- | ------------------------------------------------------------------------- |
| Saison                                                                    | Oberliga                                                                  | DDR- Pokal                                                                | Europa- Pokal                                                             |
| 1972/73                                                                   | 7                                                                         |                                                                           |                                                                           |
| 1973/74                                                                   | 16                                                                        | 1 (1)                                                                     | 5                                                                         |
| 1974/75                                                                   | 26 (1)                                                                    | 4 (1)                                                                     |                                                                           |
| 1975/76                                                                   | 26                                                                        | 8                                                                         |                                                                           |
| 1976/77                                                                   | 26 (1)                                                                    | 8                                                                         | 2                                                                         |
| 1977/78                                                                   | 18 (1)                                                                    | 2                                                                         | 3                                                                         |
| 1978/79                                                                   | 6                                                                         | 1                                                                         | 2                                                                         |
| insgesamt                                                                 | 122 (3)                                                                   | 24 (2)                                                                    | 12                                                                        |

| Punktspiel-Einsätze bei Chemie Böhlen | Punktspiel-Einsätze bei Chemie Böhlen | Punktspiel-Einsätze bei Chemie Böhlen | Punktspiel-Einsätze bei Chemie Böhlen |
| ------------------------------------- | ------------------------------------- | ------------------------------------- | ------------------------------------- |
| Saison                                | Einsätze                              | Tore                                  | Liga                                  |
| 1980/81                               | 26                                    | 1                                     | Oberliga                              |
| 1981/82                               | 21                                    | 1                                     | DDR-Liga                              |
| 1982/83                               | 13                                    | 0                                     | Oberliga                              |
| insgesamt                             | 60                                    | 2                                     |                                       |